# FC Johansen
El FC Johansen es un equipo de fútbol de Sierra Leona que juega en la Liga Premier de Sierra Leona, la liga de fútbol más importante del país.

## Historia
Fue fundado en el año 2004 en la capital Freetown y esperó hasta el año 2012 para jugar en el máximo nivel de fútbol en el país, obteniendo un importante 4º lugar en su primera temporada.
Nunca ha sido campeón de Liga y ganó un título de copa, y en su primera temporada en la Liga Premier de Sierra Leona logró clasificarse a su primer torneo internacional, la Copa Confederación de la CAF 2013, donde fue eliminado en la Ronda Preliminar por el BYC II de Liberia.

## Palmarés
- Copa de Sierra Leona: 1

2016

## Participación en competiciones de la CAF
| Temporada | Torneo                       | Ronda      | Club      | Casa | Visita | Global |
| --------- | ---------------------------- | ---------- | --------- | ---- | ------ | ------ |
| 2013      | Copa Confederación de la CAF | Preliminar | BYC II    | 0-0  | 0-1    | 0-1    |
| 2017      | Liga de Campeones de la CAF  | Preliminar | FUS Rabat | 1-1  | 0-3    | 1-4    |